# 本間晃
本間 晃（ほんま あきら）は、日本のアニメーター。マッドハウス出身。日本アニメーター・演出協会理事。

## 経歴・人物
『BLACK LAGOON』第9話の打ち合いのシーンの原画で注目をあびる。『ケモノヅメ』第5話で初作画監督。第10話では3人原画のうちの1人をつとめる。

## 参加作品

### テレビアニメ
2006年
- BLACK LAGOON - 原画（6話・8話・9話）
- ケモノヅメ - 作画監督（5話）、原画（1話・2話・3話・5話・6話・10話・13話）

2007年
- 電脳コイル - 作画監督（19話・24話）、原画（OP・15話・16話・17話・18話・22話・23話・24話・25話・26話）

2008年
- カイバ - 作画監督（2話）、原画（7話）

2009年
- 亡念のザムド - 原画（11話）

2011年
- うさぎドロップ - 作画監督協力（10話）、原画（4話・5話・6.5話・7話・10話）

2020年
- 映像研には手を出すな! - 原画（12話）

2022年
- ユーレイデコ - キャラクターデザイン、作画監督

### 劇場アニメ
2006年
- パプリカ - 動画

2008年
- スカイ・クロラ - 原画

2011年
- 鋼の錬金術師 嘆きの丘の聖なる星 - 第二原画

2012年
- 映画ドラえもん のび太と奇跡の島 〜アニマル アドベンチャー〜 - 原画
- ももへの手紙 - 作画監督補佐・原画
- ヱヴァンゲリヲン新劇場版:Q - 原画

2013年
- ハル - 原画

2014年
- 思い出のマーニー - 原画

2016年
- 君の名は。 - 原画

2018年
- 夜は短し歩けよ乙女 - 原画

2019年
- 天気の子 - 拳銃イラスト

2021年
- シン・エヴァンゲリオン劇場版 -第二原画

2022年
- 地球外少年少女 - 演出・原画
- すずめの戸締まり - 原画

### Webアニメ
2014年
- 日本アニメ（ーター）見本市 『carnage』 - 監督、原案、画コンテ、キャラクターデザイン、原画
- 日本アニメ（ーター）見本市 『西荻窪駅徒歩20分2LDK敷礼2ヶ月ペット不可』 - 原画

2015年
- 日本アニメ（ーター）見本市 『そこからの明日。』 - 原画
- 日本アニメ（ーター）見本市 『三本の証言者』 - 原画

2020年
- 日本沈没2020- 絵コンテ・演出・作画監督・原画